# Enes familiaris
Enes familiaris là một loài bọ cánh cứng trong họ Cerambycidae.